# Földeák
Földeák é um município da Hungria, situado no condado de Csongrád-Csanád. Tem 36,37 km² de área e sua população em 2019 foi estimada em 2.967 habitantes.